# Biblioteca di archeologia e storia dell'arte
La Biblioteca Nazionale di Archeologia e Storia dell'Arte di Roma è la maggiore biblioteca italiana in materia di storia dell'arte e di archeologia.
Dal 2020 fa parte dell'Istituto VIVE, uno degli undici istituti di rilevante interesse generale del Ministero della cultura dotati di autonomia speciale.

## Storia
Nel 1918 venne fondato l'Istituto nazionale di archeologia e storia dell'arte, con sede in Palazzo Venezia a Roma, voluto dal ministro alla pubblica istruzione Benedetto Croce per promuovere gli studi in questi campi, e presieduto dallo storico dell'arte Corrado Ricci.  L'istituto fu inaugurato il 4 giugno 1922 e visto anche il compito di documentazione bibliografica attribuito alla nuova istituzione, venne annessa l'ex Biblioteca della Direzione generale delle antichità e belle arti, nata nel 1874 come raccolta di libri dei suoi funzionari, che occupava le sale al piano rialzato dello stesso palazzo.
La Biblioteca fu dotata nello stesso anno del fondo Rocco Pagliara, costituito da circa 30.000 volumi e 2.231 opuscoli del XVI-XX secolo, appartenuti al critico d'arte e bibliotecario salernitano. Il fondo comprendeva testi di archeologia, storia dell'arte, storia del teatro, storia della musica, viaggi, letteratura italiana e straniera, folklore.
Nel 1926 pervenne in dono dalla Direzione generale delle accademie e biblioteche un'interessante collezione di libri e diari di viaggi (in Italia, in Europa ed in Oriente), elegantemente rilegati, e superbamente illustrati, appartenuti allo storico dell'arte e collezionista parigino Louis Gonse. Nello stesso anno fu poi acquistata una collezione di 2.500 manifesti e locandine teatrali di rappresentazioni romane dalla fine del XVIII all'inizio del XX secolo, provenienti dalla collezione di Rodolfo Kanzler.
Nel 1929 vennero acquistate la libreria personale e la prestigiosa collezione di Rodolfo Lanciani, ricca di circa 15.000 tra stampe, schizzi, disegni, manoscritti e appunti autografi di topografia romana e laziale.
L'anno successivo pervenne il lascito dell'illustre archeologo Felice Barnabei, costituito dall'archivio dello studioso, comprendente circa 20.000 carte, e che costituisce una preziosa fonte per ricostruire la storia dell'Amministrazione delle belle arti in Italia.
Alla morte di Corrado Ricci, nel 1934, pervennero alla Biblioteca anche i libri del suo illustre fondatore: circa 4.500 tra volumi, opuscoli, cataloghi di vendite all'asta.
Nel 1939, a causa dell'imminente entrata in guerra dell'Italia, la Biblioteca fu trasferita temporaneamente nella Palazzina degli uffici dell'Accademia d'Italia alla Farnesina. Terminata la guerra, la sede originaria delle raccolte venne opportunamente ristrutturata per consentire il massimo sfruttamento possibile degli spazi.
Nel 1955 fu acquisito anche il fondo dello storico dell'arte e archeologo Ugo Monneret de Villard, comprendente volumi e opuscoli di archeologia e storia dell'arte orientale, e l'archivio dello studioso.
Nel 1958, per lascito testamentario, la Biblioteca si arricchì della raccolta dell'archeologo Giulio Quirino Giglioli, costituita dalla parte dei libri di Giglioli riguardanti la storia dell'arte romana e provinciale, l'archeologia, l'etruscologia, la topografia romana e italica.
La Biblioteca, nata per finalità di coordinamento e promozione della ricerca, si andava intanto sempre più connotando come struttura di documentazione non solo per specialisti, ma anche per gli studenti universitari. Tale funzione venne formalizzata con il D.P.R. 5 settembre 1967 n. 1501, che stabiliva il suo inserimento tra le biblioteche pubbliche statali e, con esso, il necessario aumento della dotazione per gli acquisti.
Nel 1971 alla Biblioteca venne donato il fondo Attilio Rossi, formato da oltre 5.200 volumi.
Il perenne problema degli spazi, e la dichiarazione di inagibilità per l'assenza di una scala antincendio, avevano già portato alla chiusura della Biblioteca (parziale nel 1985, e totale nel 1990), per permettere un'ulteriore ristrutturazione e l'allargamento degli spazi disponibili. Venne così acquisita nel 1987 la sala Barbo, situata al piano terreno di Palazzo Venezia, e nel 1989 venne assegnata alla biblioteca la Crociera del Collegio Romano, dove vennero trasferite le collezioni più importanti, i cosiddetti fondi chiusi (grosso modo, tutti quelli citati, per circa 80.000 volumi rari). La Biblioteca venne riaperta al pubblico il 1º luglio 1993. Nel 1995 la denominazione "Biblioteca dell'Istituto Nazionale di Archeologia e Storia dell'Arte" venne sostituita con l’attuale.
Nel 1998 l'Istituzione è entrata a far parte del Servizio bibliotecario nazionale (SBN), mettendo così il suo notevolissimo patrimonio bibliografico a disposizione anche dell'utenza remota.
Dal 2 novembre 2020 fa parte dell'Istituto VIVE, uno degli undici istituti di rilevante interesse di livello generale del Ministero della cultura dotati di autonomia speciale, sotto la direzione di Edith Gabrielli.
Nel dicembre 2021 sono stati avviati lavori finalizzati al trasferimento della biblioteca nel Palazzo di San Felice, edificio sito nei pressi del Palazzo del Quirinale e in precedenza di competenza della Presidenza della Repubblica, su progetto dell'architetto svizzero Mario Botta. Da metà a fine 2025 è possibile visitare il cantiere della nuova biblioteca.

## Patrimonio
Attualmente il patrimonio documentario della Biblioteca è valutabile intorno ai 370.000 volumi, 3.900 testate di periodici, 20.700 unità di materiale grafico (incisioni, disegni, fotografie), 1500 manifesti teatrali, 66.000 microfiches 400 CD-ROM. Tra i volumi si contano incunaboli, cinquecentine e seicentine, collocati nella Sezione Rari; la Biblioteca possiede inoltre circa 1.600 opere manoscritte e fondi archivistici la cui consistenza supera le 100.000 carte.
La biblioteca possiede inoltre un rarissimo esemplare della Gerusalemme liberata di Torquato Tasso nell'edizione del 1590, stampato su carta azzurra e depositato presso il Fondo Pagliara nella Sala della Crociera. L'Archivio Storico (1922-1975) è attualmente in fase di inventariazione.